# Marcel Hänggi
 (août 2018).
Pour les articles homonymes, voir Hänggi.
Marcel Hänggi est un journaliste et historien suisse de langue allemande basé à Zurich.

## Biographie
En 2018, il publie le livre Null Öl, null Gas, null Kohle. En 2019, le livre est publié en français sous le titre La fin de l’âge du pétrole, du gaz et du charbon : comment fonctionne la politique climatique.
Il est à la base de l'Association suisse pour la protection du climat (ASPC) qui a lancé une initiative populaire fédérale pour limiter le dérèglement climatique (initiative populaire fédérale « pour un climat sain (initiative pour les glaciers) »),,.

## Publications
- (de) Wir Schwätzer im Treibhaus, Rotpunktverlag, 2008.
- (de) Ausgepowert. Das Ende des Ölzeitalters als Chance, Rotpunktverlag, 2011.
- (de) Cui bono - Wer bestimmt, was geforscht wird?, Gesowip, 2013.
- (de) Fortschrittsgeschichten. Für einen guten Umgang mit Technik, Fischer Taschenbuch, 2015
- (de) Null Öl, null Gas, null Kohle, Rotpunktverlag, 2018.
  - (fr) La fin de l’âge du pétrole, du gaz et du charbon : comment fonctionne la politique climatique, Éditions Charles Léopold Mayer et Éditions d'en bas, 2019  (ISBN 978-2-84377-223-8).